# Oscaecilia polyzona
Oscaecilia polyzona és una espècie d'amfibis gimnofions de la família Caeciliidae. Habita a Colòmbia i possiblement Panamà.
Els seus hàbitats naturals inclouen boscos secs tropicals o subtropicals, plantacions, jardins rurals i zones prèviament boscoses ara molt degradades.